# La Chapelle-Vaupelteigne
La Chapelle-Vaupelteigne är en kommun i departementet Yonne i regionen Bourgogne-Franche-Comté i norra Frankrike. Kommunen ligger i kantonen Ligny-le-Châtel som tillhör arrondissementet Auxerre. År 2022 hade La Chapelle-Vaupelteigne 92 invånare.

## Befolkningsutveckling
Antalet invånare i kommunen La Chapelle-Vaupelteigne
| Referens: INSEE |